# Cuento de terror

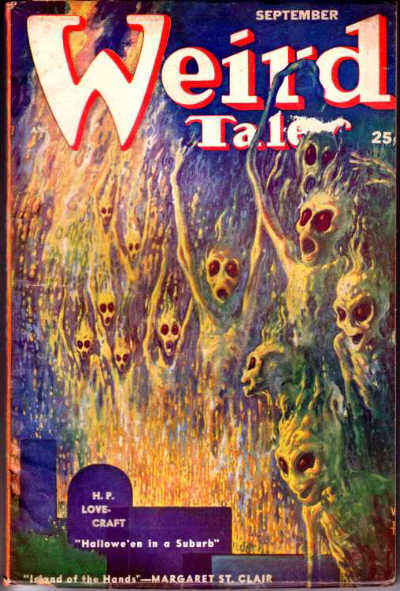
La revista Weird Tales (Cuentos de miedo o cuentos extraños, en inglés), portada del número correspondiente a septiembre de 1952.

El cuento de terror (también conocido como cuento de horror o cuento de miedo, y en ciertos países de Sudamérica, cuento de suspenso), considerado en sentido estricto, es toda aquella composición literaria breve, generalmente de corte fantástico, cuyo principal objetivo parece ser provocar el escalofrío, la inquietud o el desasosiego en el lector, definición que no excluye en el autor otras pretensiones artísticas y literarias.

## Introducción
El estudioso franco-estadounidense Jacques Barzun, en la Enciclopedia Penguin del horror y lo sobrenatural, afirma que «el interés por este tipo de historias cabe interpretarlo como un intento práctico de introducir un orden y estructura en la imaginación, endureciendo así el alma contra sus amenazas: en una palabra, estos cuentos se usan como antídoto».
De parecida opinión es el célebre escritor estadounidense de horror Stephen King, quien, en su largo estudio Danza macabra, declaró: «¿Por qué motivo van a sacarse de la nada cosas horribles, cuando hay tanto horror real en el mundo? La respuesta parece ser que inventamos horrores para ayudar a hacer frente a los reales. Sirviéndonos de la portentosa imaginación humana, nos aferramos a esos mismos elementos que introducen discordia y destrucción, a fin de convertirlos en herramientas de desmantelamiento de sí mismos».
El historiador del terror español Rafael Llopis escribe en su Historia natural de los cuentos de miedo: «Al hablar de cuento de terror o cuento de miedo me refiero a un género literario cuya finalidad primordial es producir, como decía Walter Scott, "un agradable estremecimiento de terror sobrenatural". Me refiero a un tipo de relato cuya materia prima no es tanto la muerte en sí como lo que haya o pueda haber después de la muerte: lo sobrenatural, la vivencia del Más Allá». En uno de sus prólogos, Llopis define asimismo: «Los cuentos de miedo constituyen una expresión de lo numinoso cuando ya no se cree en su existencia objetiva».
Por su parte, la escritora estadounidense Joyce Carol Oates, asimismo cultivadora del género, sostuvo en su ensayo lovecraftiano "The King of Weird": «En escritores como Henry James o Edith Wharton, que experimentaron con la literatura de modelo gótico, este tipo de relato puede ser compensatorio de una vida de aburrimiento y prohibiciones, mientras que en otros, señaladamente Edgar Allan Poe y H. P. Lovecraft, el cuento gótico sugiere más bien una forma de autobiografía psíquica».

### Contexto
Un cuento de terror sería, por tanto, un relato literario y no oral, ya que, si bien existe una amplia y antiquísima tradición de cuentos con dichos contenidos, probablemente por tratarse de relatos transmitidos de boca en boca, nunca han recibido otra denominación que la de cuentos o leyendas a secas. Ni siquiera cuentos infantiles, aunque de índole terrorífica (e inscritos en la tradición oral en su día), como “La Cenicienta”, de Charles Perrault, o “Caperucita Roja” y “Blancanieves”, de los Hermanos Grimm, reciben la denominación de cuentos de terror, que parece haber sido acuñada expresamente para las obras mayores del género aparecidas entre los siglos XIX y XX.

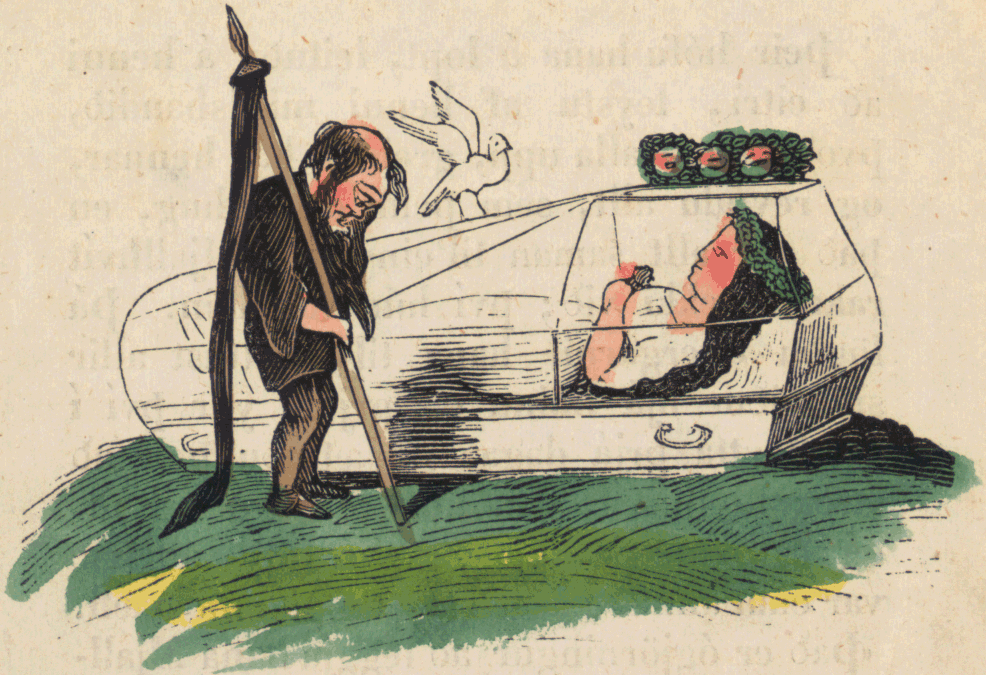
”Blancanieves en su ataúd”, Theodor Hosemann, 1867. ¿Cuento de hadas o de miedo?

En su ensayo "Un tratado sobre cuentos de horror", el crítico estadounidense Edmund Wilson sostiene que los primeros grandes cuentistas del género fueron aquellos que pretendieron «un nivel literario» más allá del «entretenimiento popular»: Hawthorne, Poe, Melville y Gógol. Y continúa: «El primer cuento corto de horror realmente grande apareció a principios o mitad del siglo XIX cuando la escuela de la novela gótica había alcanzado alguna sofisticación y estaba adoptando los métodos del realismo. Esos cuatro autores escribieron cuentos que eran a la vez cuentos de horror y fábulas psicológicas o morales. No estaban interesados en apariciones por sí mismas; sabían que sus demonios eran símbolos, y sabían lo que estaban haciendo con esos símbolos».
El estudioso británico del género, David Punter, en su obra The Literature of Terror. A History of Gothic Fictions from 1765 to the Present Day, relaciona estrechamente el término "terror" con la narrativa gótica de procedencia anglosajona: «[...] de Lewis a Conan Doyle, de Mary Shelley a Ambrose Bierce, de Dickens a J. G. Ballard, en todos los cuales hallamos rastros de lo gótico. Los conceptos de "gótico" y "terror" han aparecido entrelazados a lo largo de la historia de la literatura y lo que se precisa es una investigación de cómo y por qué tal ha llegado a ser el caso».
Según el especialista estadounidense Jack Sullivan, muchos críticos literarios proponen que la Edad de Oro del cuento de fantasmas se dio a partir del período de decadencia de la novela gótica, en la década de 1830, y duró hasta el inicio de la Primera Guerra Mundial. Sullivan sostiene que las obras de Edgar Allan Poe y Sheridan Le Fanu inauguraron dicha Edad de Oro.

### El cuento tradicional
Para Vladimir Propp, el cuento solo puede denominarse como tal si es fantástico (maravilloso): el estudio del cuento popular o folklórico solo puede aplicarse «cuando se trata de los cuentos maravillosos, los cuentos "en el sentido propio de esta palabra"». De esta manera, Propp parece defender que el cuento de miedo, como tal cuento, nunca puede ser realista.
Si, estrictamente hablando, hemos de considerar el cuento de terror como relato literario, la definición más amplia confunde, sin embargo, en muchos casos el cuento de terror (más bien el cuento de miedo) con el mero cuento tradicional, y tradicional en el sentido de ancestral.
Se conocen cuentos de miedo desde siempre, desde la más remota antigüedad: «El cuento de horror es tan antiguo como el pensamiento y el habla humanos», manifestó H. P. Lovecraft. Y para Edmund Wilson, como veremos más adelante, el cuento de miedo, de por sí, tiene carácter «anticuado». Este tipo de historias o leyendas se alimenta primordialmente de los diversos miedos naturales del hombre: la muerte, las enfermedades y epidemias, crímenes y desgracias de todo tipo, catástrofes naturales... Según Rafael Llopis, «los cuentos de terror natural se basan más o menos directamente en el miedo a la muerte, especialmente a una muerte atroz, [...] más allá de esa frontera se extiende el dominio de lo que los anglosajones entienden por "cuentos de lo sobrenatural", que se basan en el miedo al Más Allá».
Relatado por los viejos del lugar al amor del fuego en noches propicias, el cuento de miedo es elemento típico del folklore de los pueblos, y ha sido sin duda una de las primeras formas culturales de la humanidad, tan antigua como la épica, la magia y la religión, de las cuales igualmente se nutría. Pensemos en los dioses y demonios, los buenos y malos espíritus, los monstruos, leviatanes, magos y adivinos que, a través de los mitos, leyendas, epopeyas y epopeyas mitológicas, han asustado al hombre a lo largo de toda la Antigüedad, en culturas tan dispares como las de la India, Japón, Mesopotamia, América del Sur, Antigua Grecia, pueblos nórdicos, celtas, etc. 

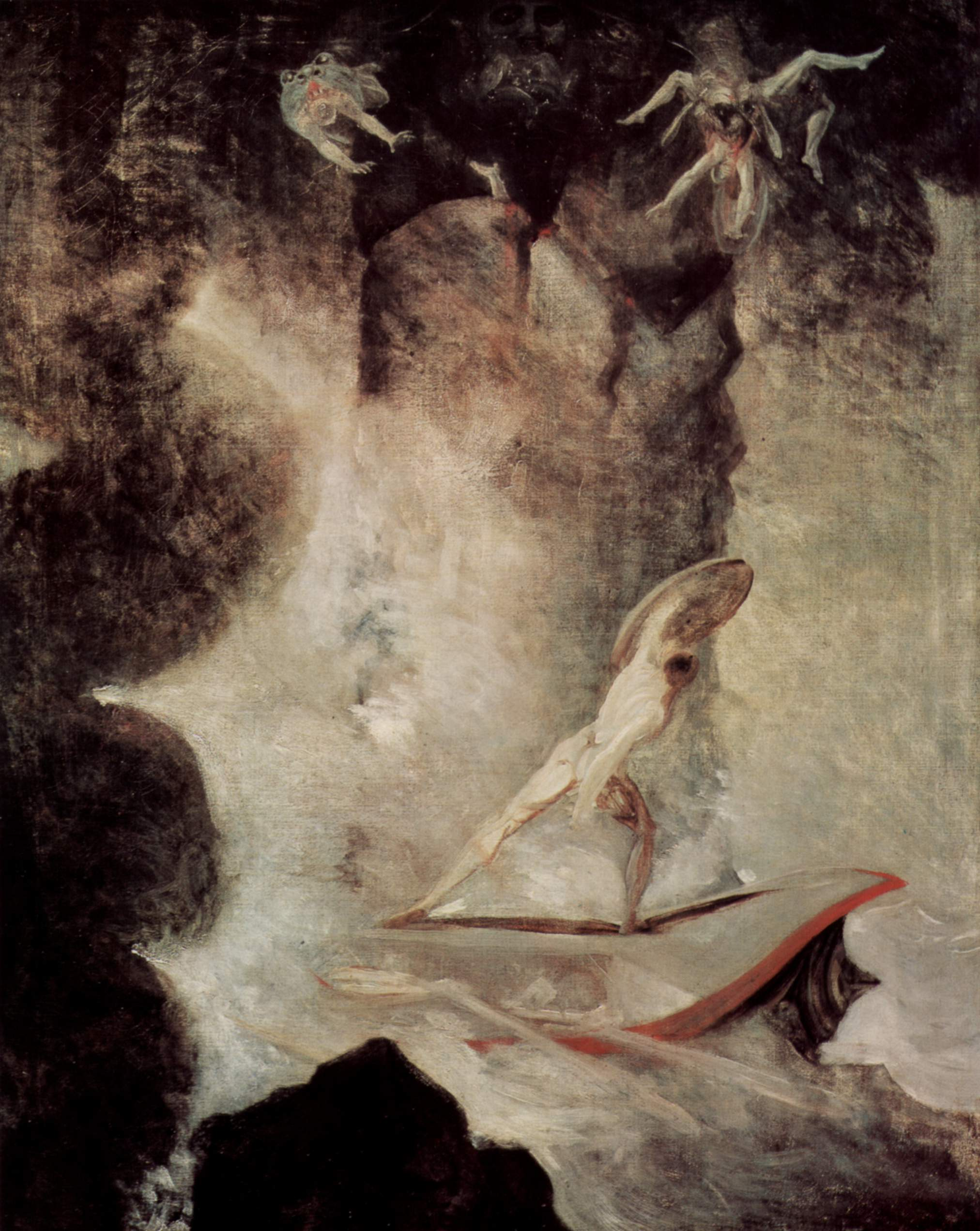
Odiseo ante Escila y Caribdis, de Johann Heinrich Füssli.

En la literatura de la Grecia clásica, por ejemplo, encontramos elementos que diríase ya prefiguran algunos aspectos del relato de terror. El último canto de la Ilíada, que trata sobre el rescate del cadáver de Héctor, está impregnado de una atmósfera casi sobrenatural, muy cercana al cuento de fantasmas, en la que el dios Hermes se comporta como un espectro poderoso, omnipresente y protector. En la parte central de la Odisea nos adentramos en un mundo y en una geografía imaginarios, a veces fantasmagóricos, con amenazas tales como la de la diosa Circe (cuya descripción coincide con la de las brujas arquetípicas de toda la literatura posterior), y monstruos antropófagos como Escila, Caribdis y Polifemo. 
El antropólogo escocés James George Frazer recoge a lo largo de su obra capital, La rama dorada, cientos de cuentos y leyendas, con especial atención a los tabúes de todo tipo, procedentes de todas las partes del mundo y de todas las épocas. Uno de los mitos más antiguos en este sentido es el que Fraser llama alma externada, vinculado con la muerte y la resurrección.

Fábulas de esta clase están difundidas extensamente en el mundo, y del número y la variedad de incidentes y detalles de que está revestida la idea principal podemos deducir que la idea de un alma externada es una de las que han tenido más fuerte arraigo en la mentalidad de los hombres en una etapa histórica primitiva. Los cuentos populares son un fidedigno reflejo del mundo tal como apareció ante la mente primitiva y podemos estar seguros de que una idea que se encuentre corrientemente en ellos, por absurda que nos parezca, debió ser alguna vez artículo de fe corriente. Esta convicción, en lo que se refiere al supuesto poder de separar el alma del cuerpo por un tiempo más o menos largo, se corrobora ampliamente por una comparación de los cuentos populares en cuestión con las creencias y prácticas actuales de los salvajes.

En el cuento de miedo popular se entrecomilla de alguna manera al Mal, buscando atemorizar con él a las buenas gentes, a fin de exorcizarlo, o quizá solo por advertir de sus peligros. Así, el cuento de miedo llega en muchos aspectos a confundirse en la forma y en el fondo con las citadas expresiones originales del espíritu colectivo (¿no supone la propia Biblia un buen muestrario de relatos terroríficos?), cosa que no es de extrañar, dados los resortes anímicos tan sutiles que suelen remover en el lector o en la audiencia sus espinosos contenidos.

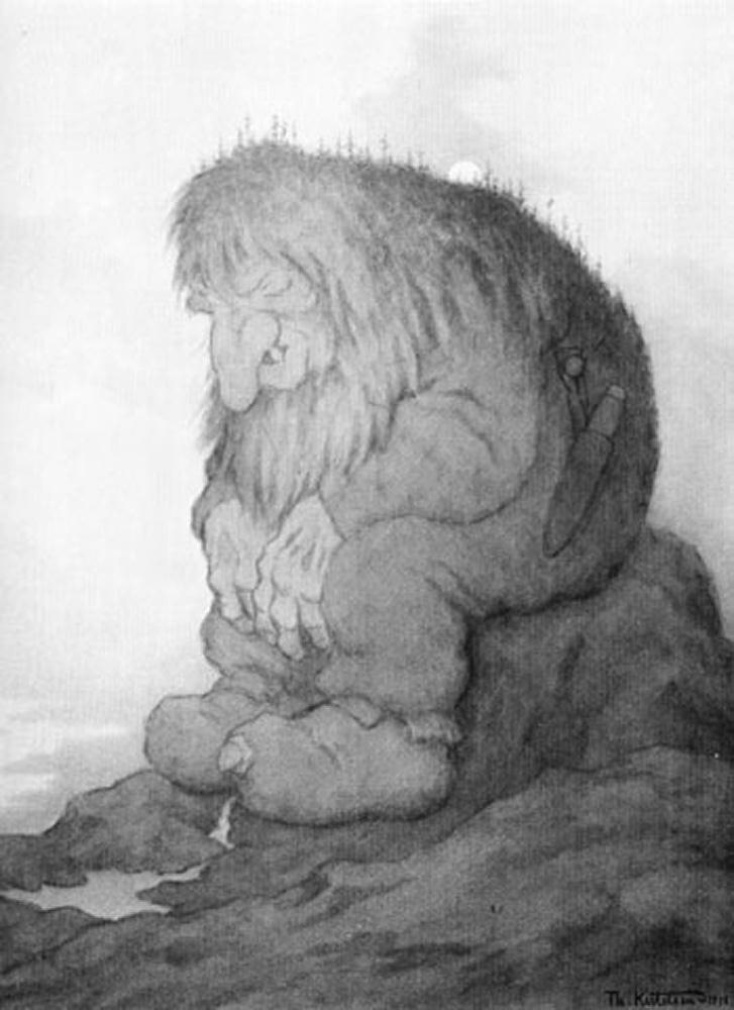
Un trol escandinavo. (Theodor Kittelsen, 1911).

En la Edad Media las crónicas y anales oficiales y oficiosos aparecen salpicados de todo tipo de datos, supersticiones y consejas que versan sobre ogros, aparecidos, brujas, duendes, vampiros, hombres lobo y otros seres y animales malditos. En todos los países se ha asustado siempre a los niños con los demonios indígenas respectivos, y más en concreto en los de habla hispana, con las distintas variantes de El Coco, el Hombre del saco, el Chupacabras y el Sacamantecas. Las antiguas herejías, la larga tradición de la alquimia, las ciencias ocultas y las sectas prohibidas, inspiraron igualmente multitud de fábulas y narraciones orales y escritas, largas y cortas, unas tirando a lo didáctico y benévolo y otras directamente a lo terrible; historias genuinas y deformadas en infinitas versiones, y dirigidas a un público en el que no se diferenciaban las edades.

Tanto si se elevaban por los aires sobre escobas como sobre machos cabríos, el volar podía ser peligroso para las brujas..., ya que el tañido de la campana de una iglesia podía derribar su aéreo vehículo. Una bruja llamada Lucrezia fue quemada después de confesar que, cuando regresaba del sabbat, su demonio la arrojó sin contemplaciones al oír el toque del Angelus.
Historia de la brujería (1971), de Frank Donovan

En relación con el tema central de este artículo, es decir, la derivación literaria del terror popular, el ya citado  Edmund Wilson, al final de la Segunda Guerra Mundial, habló de lo que él llamaba «horror homeopático»: 

Entonces, ¿cuál es el motivo —en estos días en que una solitaria casa de campo probablemente está equipada con luz eléctrica, radio y teléfono— de nuestro regreso a esos cuentos anticuados? Bastan, creo, dos razones: primera, la añoranza de místicas experiencias que siempre parecen manifestarse durante períodos de confusión social, cuando el progreso político está bloqueado: tan pronto como sentimos que nuestro mundo propio nos ha fallado, tratamos de encontrar evidencias de otros mundos; segunda, el instinto de inocularnos contra el pánico de los horrores reales desatados en la tierra —Gestapo y G.P.U., ataques de tanques y bombardeos aéreos, casas equipadas con trampas— por medio de inyecciones de horror imaginario, lo cual nos tranquiliza con la pasajera ilusión de que las fuerzas del crimen y la locura puedan ser domadas y obligadas a proveernos con un simple entretenimiento dramático. Hasta tratamos de hacerlas agradables y divertidas, como en Arsénico por compasión, que difícilmente hubiera podido hacerse popular o siquiera ponerse en escena durante cualquier otro periodo de nuestra historia.
De “Un tratado sobre cuentos de horror” (1944)

Y sobre este terror literario (y ciñéndonos en todo momento a la literatura occidental), difícilmente se entiende el hecho de que, pese a tratarse de una modalidad con tan venerables precedentes y que ha contado entre sus cultivadores con algunos de los mejores escritores, tanto en Occidente como en el Oriente, de todas las épocas, hoy en día se trate al objeto de este artículo con una cierta distancia, sin duda despectiva, como vulgar literatura de género, fenómeno debido tal vez a las connotaciones negativas adquiridas por el contacto, en los últimos años, con cierto tipo de cine y otras manifestaciones audiovisuales de baja calidad y peor gusto (el subgénero conocido como gore, de origen anglosajón).

### Técnica
Dejando aparte las fuentes tradicionales, nutridas de la cultura y la historia de los pueblos, el cuento de terror literario trata de vérselas y hacerse eco de esos espantos mucho más personales que nos persiguen y agobian a través de las pesadillas. Un cuento de terror no supone, en realidad, más que un intento de recrear con fines catárticos (si bien no falta quien afirme que sádicos) tales mundos oníricos, con todo lo de estrambótico y siniestro que contienen, aunque acatando siempre unas determinadas reglas. Sólo hay una salvedad: al final, llegada la necesidad, no le asiste a uno el recurso de despertarse.
Como producto artístico, el cuento de miedo se ve constreñido, pues, por una normativa procedimental característica. Vladimir Propp afirma tajantemente: «Todos los cuentos maravillosos pertenecen al mismo tipo en lo que concierne a su estructura». Esto es, que parecidos esquemas (Propp los llama "funciones") se repiten una y otra vez: "Uno de los miembros de la familia se aleja de la casa", "Recae sobre el protagonista una prohibición", "Se transgrede la prohibición", "El agresor intenta engañar a su víctima para apoderarse de ella o de sus bienes", "La víctima se deja engañar y ayuda así a su enemigo a su pesar", etc.; esquemas similares, y aún más sencillos —el tema de fondo siempre es el mismo, el enfrentamiento al Mal—, se dan en el cuento literario de terror.
Adolfo Bioy Casares, por su parte, en el prólogo a la Antología de la literatura fantástica, cita leyes generales, por un lado, y especiales (para cada cuento específico), por otro. Pero son tres los elementos o exigencias fundamentales que se admiten comúnmente como requisitos a cumplir. En primer lugar, ha de verificarse un cuidado muy especial en el diseño del clima, la atmósfera que rodea los siniestros acontecimientos de marras, aspecto este en el cual los grandes autores se evidencian a menudo como auténticos virtuosos. «La atmósfera es siempre el elemento más importante, por cuanto el criterio final de la autenticidad no reside en urdir la trama, sino en la creación de una impresión determinada».
El cuentista suele asimismo trabajar con gran detalle el desarrollo narrativo, la gradación de efectos, es decir, la estructura secuencial de la historia, de manera que contribuya en todo lo posible a la suspensión de la incredulidad del lector, a la verosimilitud (tan apreciada o más que la propia originalidad por Poe); lo que se pretende suscitar en el lector es el miedo, y está de sobra demostrado que a tal efecto prima una mecánica lenta y gradual.

En el cuento propiamente dicho —donde no hay espacio para desarrollar caracteres o para una gran profusión y variedad incidental—, la mera construcción se requiere mucho más imperiosamente que en la novela. En esta última, una trama defectuosa puede escapar a la observación, cosa que jamás ocurrirá en un cuento. Empero, la mayoría de nuestros cuentistas desdeña la distinción. Parecen empezar sus relatos sin saber cómo van a terminar; y, por lo general, sus finales —como otros tantos gobiernos de Trínculo—, parecen haber olvidado sus comienzos.
Marginalia, de Edgar A. Poe

Todo cuento de terror, finalmente, como se ha dicho, resulta en un pequeño tratado sobre el Mal en alguno de sus infinitos rostros y formas, por lo que, en principio, conviene obviar toda otra consideración, moralista o sensible, a la hora de abordar su ejecución o su lectura.
Bioy Casares, aunque refiriéndose a la literatura fantástica, añade otro factor de obviedad fundamental: la sorpresa, que, además de argumental, puede ser verbal (por la terminología utilizada), e incluso de puntuación.

### Caracterización y tipos
Los auténticos cuentos macabros cuentan con algo más que un misterioso asesino, unos huesos ensangrentados o unos espectros agitando sus cadenas según la vieja regla. Pues debe respirarse en ellos una determinada atmósfera de expectación e inexplicable temor ante lo ignoto y el más allá; han de estar presentes unas fuerzas desconocidas (...) la maligna y específica suspensión o la derrota de las leyes desde siempre vigentes de la Naturaleza, que representan nuestra única salvaguardia contra los asaltos del caos y los demonios del espacio insondable.
El horror sobrenatural en la literatura, de H. P. Lovecraft

En Lovecraft parece haberse inspirado para su definición el ya citado Rafael Llopis, médico y estudioso español del género, autor de la Historia natural de los cuentos de miedo y responsable de algunas de las, hoy por hoy, más importantes antologías aparecidas en lengua castellana (Los Mitos de Cthulhu, Antología de cuentos de terror...):

Lo que caracteriza al verdadero cuento de miedo es la aparición de un elemento sobrenatural e inexplicable, totalmente irreductible al universo conocido, que rompe los esquemas conceptuales vigentes e insinúa la existencia de leyes y dimensiones que no podemos ni intentar comprender, so pena de sufrir graves cortocircuitos cerebrales.

He aquí una referencia clara al cuento de terror literario, aunque parece más bien restringirse al modelo y espíritu del propio Lovecraft. Pero lo que habría que destacar sin duda es el elemento sobrenatural, hoy también conocido como paranormal.
Llopis, por otra parte, hace oscilar el género de la novela larga al relato breve, de lo irreal al realismo, del realismo al onirismo, del cuento al informe técnico, del informe técnico a la ciencia ficción, de ésta al misticismo, etc., en sucesivas oleadas.
El escritor y especialista británico L. P. Hartley describía una de sus variedades, el cuento de fantasmas, como «la forma más exigente del arte literario».
Los compiladores Michael Cox y R. A. Gilbert (Historias de fantasmas de la literatura inglesa, Edhasa), acerca de esta misma variedad, sostienen que

Los protagonistas fantasmales deben actuar con intencionalidad; sus acciones, o las consecuencias de las mismas, deben constituir el tema central del relato, en lugar de las acciones de los vivos. Y, lo más importante, todo fantasma, sea humano, animal o cadáver reanimado, debe estar indiscutiblemente muerto.
Prólogo de Historias de fantasmas de la literatura inglesa

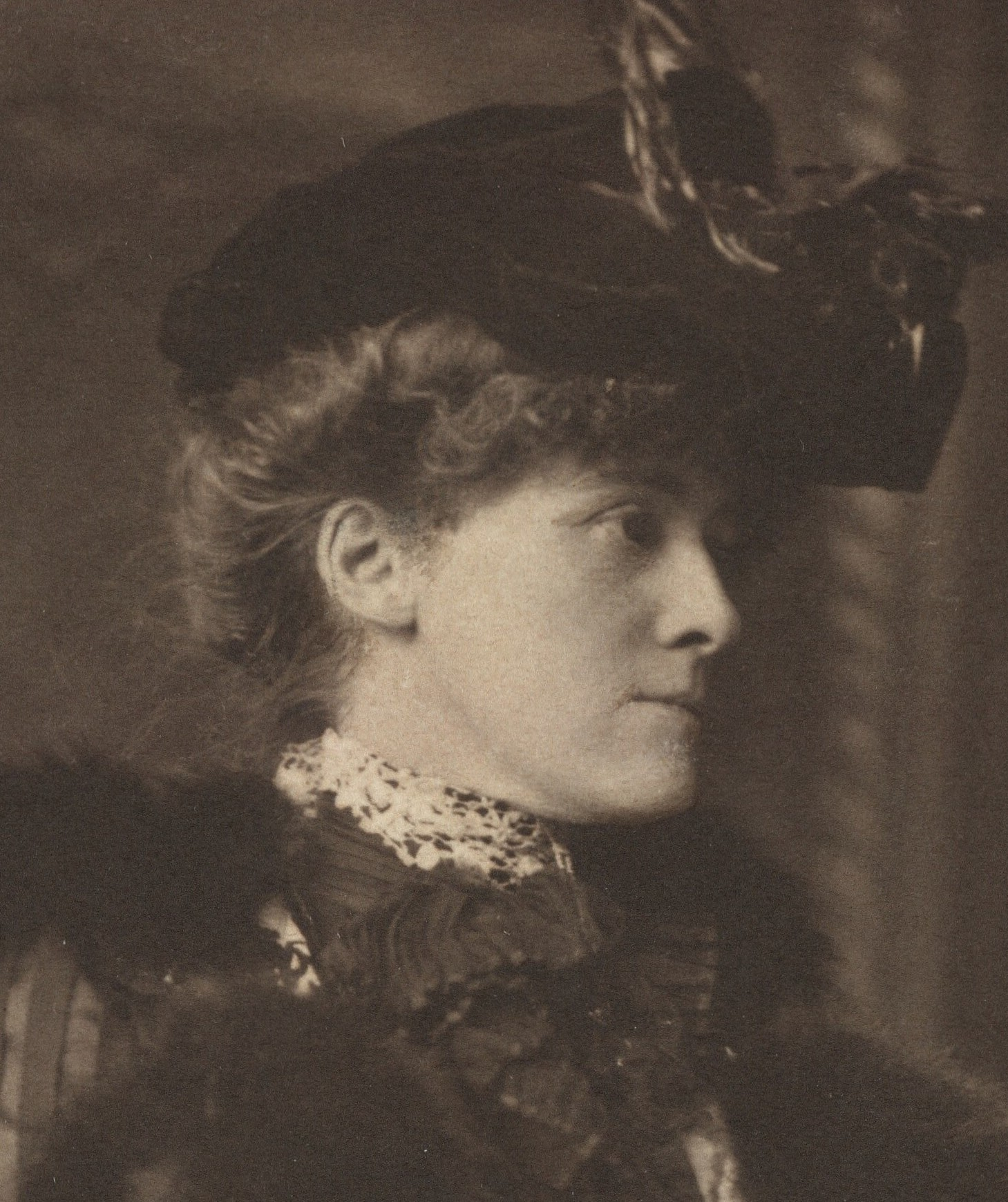
Edith Wharton en 1907.

La escritora estadounidense Edith Wharton escribió en el prólogo a una edición de sus relatos:

Los espectros, para manifestarse, requieren dos condiciones contrarias a la mentalidad moderna: silencio y continuidad. [...] Es más afortunado para un espectro ser vívidamente imaginado que pobremente percibido; y nadie sabe mejor que él lo difícil que es ponerlo en palabras imprecisas, aunque suficientemente transparentes. [...] pero no debemos permitir que la moral intervenga en la apreciación de un relato de fantasmas. Para su efecto, debe depender únicamente de lo que podríamos llamar su cualidad termométrica; si nos produce un frío estremecimiento que nos recorre la espina dorsal, ha cumplido su misión, y lo ha hecho bien. Pero no existe regla fija sobre el medio de producir este estremecimiento.
Prólogo a Relatos de fantasmas (1937)

El antologista estadounidense David G. Hartwell (responsable, entre otras contribuciones, de la antología The dark descent, publicado como El gran libro del terror por Ed. Martínez Roca) afirma que al final de un cuento de terror, el lector se queda con una nueva percepción de la naturaleza de la realidad, y divide la literatura de terror en tres corrientes: 1. La alegoría moral (relatos sobrenaturales). 2. La metáfora psicológica (psicopatologías varias), y 3. Lo fantástico (la moderna mezcla de ambas).
El escritor y estudioso del cuento Enrique Anderson Imbert (Teoría y técnica del cuento, 1979) se queja de las clasificaciones habituales:

Algunas clasificaciones son demasiado abstractas. Roger Caillois ha propuesto que se prepare una tabla teórica y de ahí se deduzcan y prevean los temas actuales y posibles, de la misma manera que de la tabla de propiedades químicas de Mendeliev se pudieron predecir elementos hasta entonces desconocidos. Otras clasificaciones son demasiado concretas. Enumeran todas las variantes temáticas que les vienen a las mientes. Si en la tabla general se habla de seres inexistentes, en la enumeración concreta se habla de dioses, ángeles, hadas, duendes, gigantes, monstruos, brujas, fantasmas, vampiros, licántropos, esqueletos, larvas y así ad nauseam. (...) por prolijas que sean las listas de temas siempre quedan cuentos que no se dejan clasificar. Los del subgénero de la ciencia-ficción son los que más se resisten.

Anteriormente, los escritores y compiladores argentinos Jorge Luis Borges, Silvina Ocampo y Adolfo Bioy Casares, a juzgar por el principio de selección que pareció animarlos a la hora de reunir los materiales de su célebre Antología de la literatura fantástica (1940), habían hecho coincidir en gran medida el relato fantástico con el de terror, lo que no ayuda precisamente como guía a aquellos con vocación clasificadora. Bioy Casares afirmaba en el prólogo de la obra citada que no hay un tipo de cuento fantástico, sino muchos. Lo mismo puede aplicarse al cuento de terror. Tan absurdo parece ya dividirlo en cuentos de vampiros, de fantasmas, de muertos vivientes, etc., como atender a criterios puramente técnicos o estructurales para su estudio. El grado de complejidad y sofisticación literarias en este campo concreto (como en cualquier otra manifestación artística, a la vuelta del siglo XX, lo que en música ha dado lugar, por ejemplo, a lo que se conoce como mestizaje) ha llegado a tal punto que difícilmente resultará verosímil —meramente productivo— otro criterio de selección que el meramente histórico.

## Historia

### Antecedentes
Los antecedentes inmediatos del formato breve, como tal, hay que buscarlos, no obstante, en el largo, más en concreto en la llamada novela gótica (véase literatura de terror gótico), que floreció en la segunda mitad del siglo XVIII y primera del XIX, en tierra de nadie entre racionalismo y romanticismo. Los grandes novelistas góticos, inspirados principalmente en el romanticismo alemán y en autores como Daniel Defoe, S. T. Coleridge, el Marqués de Sade, así como en los demonios de Goethe y los fantasmas de Shakespeare, entendieron por sobrenatural un tétrico submundo poblado de nobles atrabiliarios, espectros aulladores y monjas ensangrentadas, pululando preferentemente por lóbregas catacumbas de castillos medievales marcados por alguna oscura maldición, convenientemente subrayada a cada paso por rayos, truenos y centellas de tormenta.

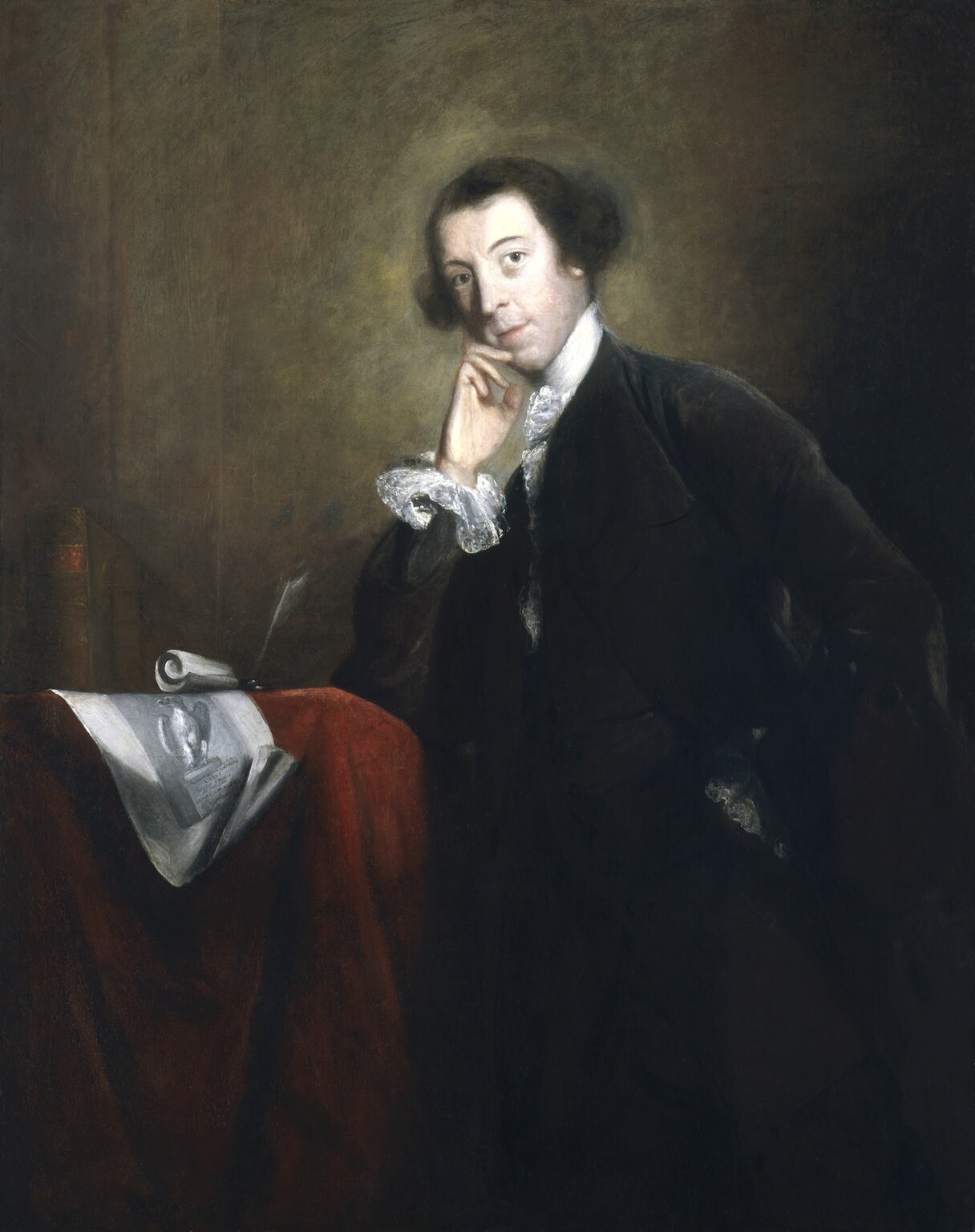
Horace Walpole, pionero de la novela gótica.

El inglés Horace Walpole fue el padre de la exitosa serie (El castillo de Otranto, 1764). Años más tarde, tuvo como destacados continuadores a William Beckford (Vathek, 1786), Ann Radcliffe (Los misterios de Udolfo, 1794), Matthew G. Lewis (El monje, 1796) y Charles Maturin (Melmoth el errabundo, 1820), sin olvidar a la que fue precursora de la ciencia ficción Mary Shelley (Frankenstein o el moderno Prometeo, de 1817). También cabría mencionar aquí la novela Manuscrito encontrado en Zaragoza (1805), del polaco Jan Potocki. (Para más información, véase el artículo correspondiente: Novela de terror.)

La parte baja del castillo estaba recorrida por varios claustros intrincados, y no resultaba fácil para alguien tan ansioso dar con la puerta que se abría a la caverna. Un terrible silencio reinaba en aquellas regiones subterráneas, salvo, de vez en cuando, algunas corrientes de aire que golpeaban las puertas que ella había franqueado, y cuyos goznes, al rechinar, proyectaban su eco por aquel largo laberinto de oscuridad. Cada murmullo le producía un nuevo terror, pero aún temía más escuchar la voz airada de Manfredo urgiendo a sus criados a perseguirla.
El castillo de Otranto, de Horace Walpole

### Primeras muestras
Entre los primeros cuentistas propiamente dichos, es preciso nombrar al alemán E.T.A. Hoffmann (1776-1822), a quien Lovecraft llegó a tachar de ligero y extravagante, pero cuyo talento pionero anticipó muchos de los temas y formas que dominarían en años posteriores, incluyendo la ciencia ficción, a través de títulos como “El magnetizador”, “El hombre de arena” o “Los autómatas”.
El francés Charles Nodier (1780-1844), bibliotecario de enorme prestigio en su tiempo, además de filósofo, científico y alborotador político, a raíz de su devoción por Hoffmann, dejó a la posteridad un nutrido ramillete de obritas repletas de brujas, vampiros y espectros varios, a medias entresacados de la tradición popular y de su propia cosecha. En ellas se aúnan la sencillez de diseño y el delicioso sonsonete del viejo cuento de aparecidos: “El vampiro Arnold-Paul”, “El espectro de Olivier”, “Las aventuras de Thibaud de la Jacquière”, “El tesoro del diablo”.

Los huéspedes infernales comenzaron entonces a mover las mesas, a aullar, a mirar por las ventanas, adoptando formas de osos, lobos, gatos, y de hombres terribles, en cuyas manos se veían vasos llenos de vino, pescados y carne cocida y asada.
“Historia de una aparición de demonios y espectros en 1609”, de Charles Nodier

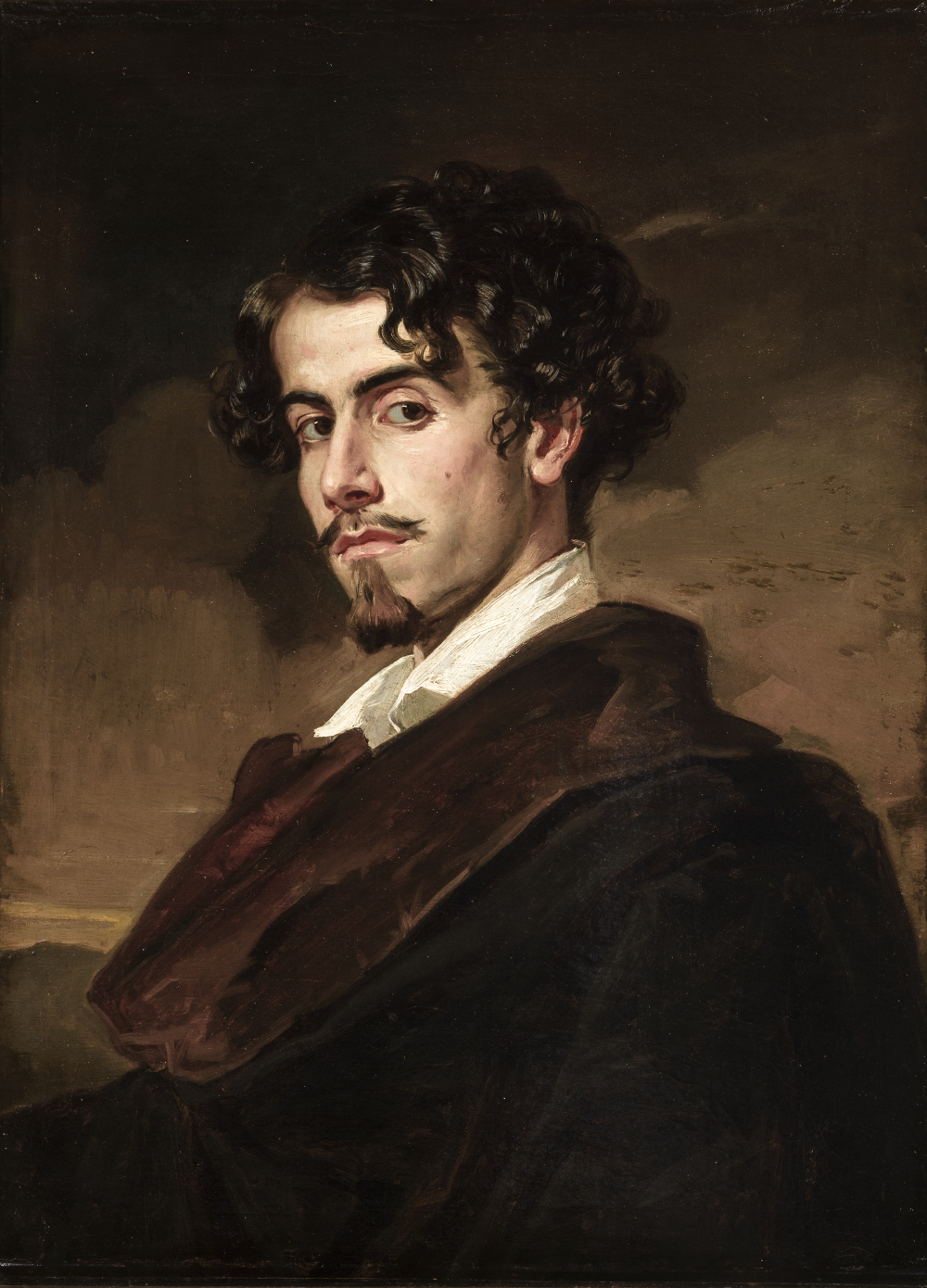
Gustavo Adolfo Bécquer, autor de las Leyendas.

Escritores netamente románticos como Théophile Gautier (“La muerta enamorada”), Prosper Mérimée (“La venus de Ille”), Walter Scott (“La habitación tapizada”), Víctor Hugo (“Hans de Islandia”), Washington Irving (“La leyenda de Sleepy Hollow”) y el Barón de la Motte-Fouqué (“Ondina”, novela corta), se sintieron pronto atraídos por la nueva corriente, contribuyendo de una u otra forma y con desigual fortuna a la misma, si bien ninguno de ellos cultivó con asiduidad el cuento de terror propiamente dicho.
Algo posterior, en España, el romántico tardío Gustavo Adolfo Bécquer (1836-1870) fue muy aclamado por sus Leyendas, las cuales contienen algunos cuentos de miedo de extraordinario mérito (“El Monte de las Ánimas”, “El miserere”, “Maese Pérez el organista”...).

[...] refirió cosas horribles. Entre otras, asegura que vio a los esqueletos de los antiguos templarios y de los nobles de Soria enterrados en el atrio de la capilla levantarse al punto de la oración con un estrépito horrible, y, caballeros sobre osamentas de corceles, perseguir como a una fiera a una mujer hermosa, pálida y desmelenada, que con los pies desnudos y sangrientos, y arrojando gritos de horror, daba vueltas alrededor de la tumba de Alonso.
“El Monte de las Ánimas”, de Gustavo A. Bécquer

### Los grandes clásicos
El estadounidense Edgar Allan Poe (1809-1849) y el irlandés Joseph Sheridan Le Fanu (1818-1873) son comúnmente considerados los dos autores que abrieron camino en el género. De Le Fanu se dice que es el fundador del relato de fantasmas (ghost story) moderno en Gran Bretaña (“El fantasma de la Señora Crowl”, “Té verde”, “El vigilante”, “Dickon el diablo”...), modalidad que tanta repercusión tendría luego en la época victoriana. Pero lo que lo asemeja a Poe es el novedoso tratamiento que da al fenómeno maléfico. La fácil explicación racional, y aún más, el desenlace moralista positivo (la mano de la Providencia Divina surgiendo de un modo u otro al final para poner las cosas, al monstruo, al bueno y al malo, en su sitio) serán desterrados definitivamente por estos autores. Ambos, además, inaugurarán el llamado terror psicológico, más atento a la atmósfera de la historia y a medir los efectos emocionales que al mero susto.

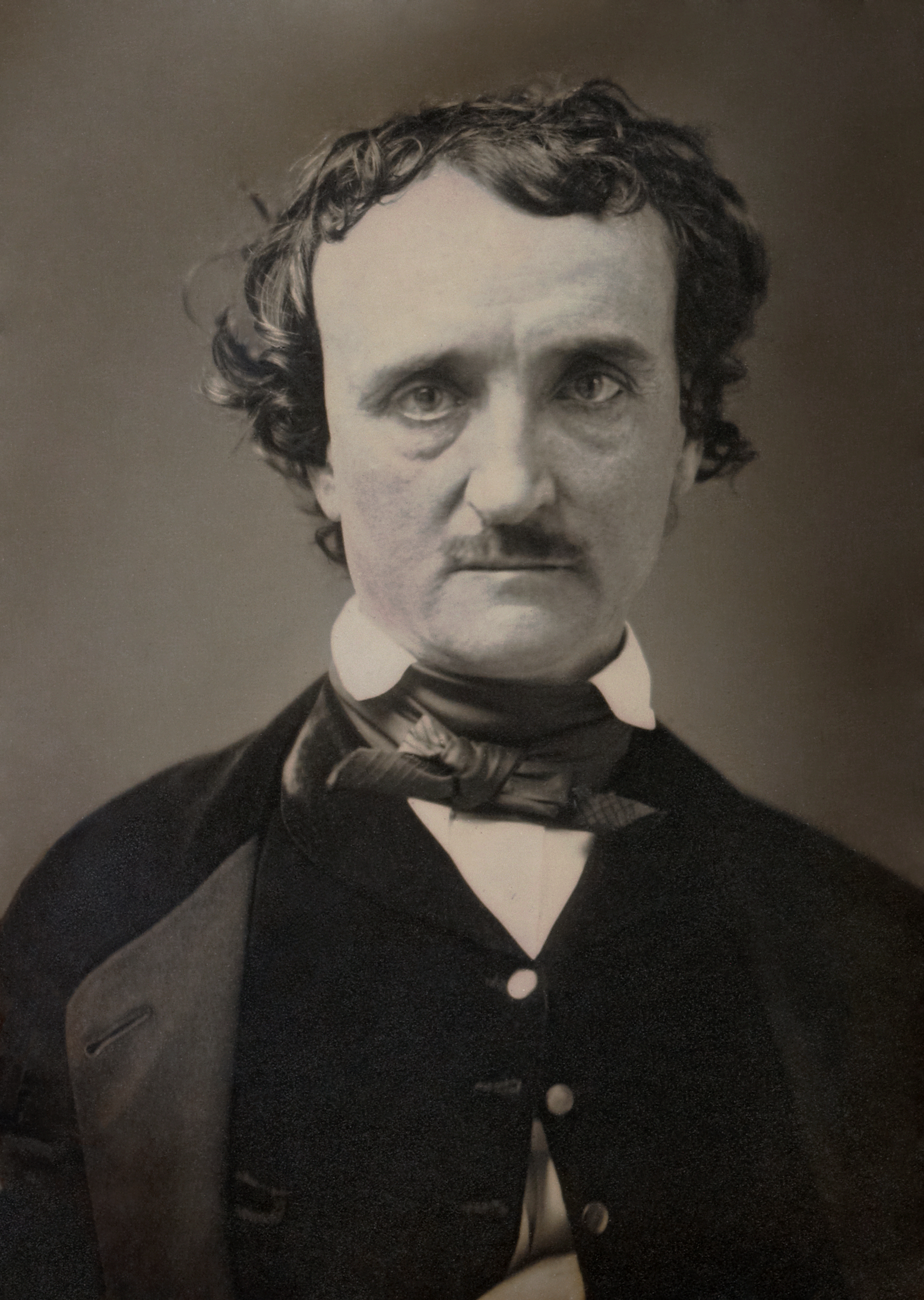
Imagen de Edgar Allan Poe.

Con Poe, el cuento de terror alcanzará sus más altas cimas muy pronto, hacia los años 30 del siglo XIX, periodo que vio nacer el cuento como género autónomo, al decir de Cortázar. El estadounidense es maestro absoluto del género porque, en primer lugar, siguiendo al propio Cortázar, lo es de la técnica del relato breve en sí. Por un lado su gran instinto narrativo (que ya reconocía su detractor R. L. Stevenson) y por otro su gran bagaje poético, lo indujeron a incorporar a un ámbito que él determinó muy exigente y especializado, elementos sin embargo muy dispares, procedentes de las artes plásticas, de la música, de la misma poesía, a los que incorporaba incluso los efectos distorsionantes de los alucinógenos.
Decidió a la vez que era preciso despojar al relato de todo elemento narrativo accesorio, alejándolo de la prolijidad novelística. Sobraba todo aquello que no contribuyera al efecto puntual deseado; así, de entrada, en sus cuentos no tienen cabida las citadas consideraciones sociales, morales, religiosas: «Comprendió que la eficacia de un cuento depende de su intensidad como acaecimiento puro, es decir, que todo comentario al acaecimiento en sí [...] debe ser radicalmente suprimido». En sus poderosas fantasmagorías no se trasluce otra cosa que una imaginación y una inteligencia portentosas rígidamente al servicio de un designio artístico. Poe no se fundamentó en una tradición específica. Ante las acusaciones que se le dirigían de tratar de imitar a los alemanes, afirmó: «Ese terror no viene de Alemania, sino del alma».
Ningún otro autor, anterior o posterior, ha sabido evocar como él una atmósfera malsana y de pesadilla, hilvanar las escenas con tan infernal habilidad, culminar las historias con tan sonora consistencia; retratar «los efectos de la condenación», según Van Wyck Brooks: «Desde los días de los alquimistas nadie ha producido como Poe los efectos de la condenación, nadie ha tenido más conciencia de estar condenado. En sus páginas no se siente jamás el hálito de la vida; ocurren crímenes que no repercuten en la conciencia humana, se oyen risas sin sonido, hay llanto sin lágrimas, belleza sin amor, amor sin hijos. [...] Es un mundo silencioso, frío, arrasado, lunático, estéril, un brezal del diablo. Y solo lo impregna una sensación de intolerable remordimiento».
De Poe afirmó su seguidor Lovecraft: «Realizó lo que nadie había realizado o podía haber realizado, y a él debemos la novela de horror moderna en su estado final y perfecto». (Títulos: “El gato negro”, “La caída de la Casa Usher”, “El barril de amontillado”, “El corazón delator”, "La Cita".)

Durante todo un día de otoño, triste, oscuro, silencioso, cuando las nubes se cernían bajas y pesadas en el cielo, crucé solo, a caballo, una región singularmente lúgubre del país; y, al fin, al acercarse las sombras de la noche, me encontré a la vista de la melancólica Casa Usher. No sé cómo fue, pero a la primera mirada que eché al edificio invadió mi espíritu un sentimiento de insoportable tristeza. Digo insoportable porque no lo atemperaba ninguno de esos sentimientos semiagradables por ser poéticos, con los cuales recibe el espíritu aun las más austeras imágenes naturales de lo desolado o lo terrible.
“La caída de la Casa Usher”, de Edgar A. Poe

Al igual que Herman Melville, el propio Poe alabó a su contemporáneo y compatriota Nathaniel Hawthorne (1804-1864) como hombre de genio (reseña de Twice-Told Tales, de Hawthorne). Este autor, aunque gran estilista, se hallaba muy lastrado por el rígido puritanismo en que se formó (un pariente suyo fue juez en los procesos contra la brujería celebrados en Salem), y no supo o no quiso transmitir a sus historias ni la fuerza ni el desgarro artístico que admiran en aquel. (Títulos: “Wakefield”, “El velo negro del predicador”, “El experimento del Dr. Heidegger”.)
En Francia, los alsacianos Erckmann y Chatrian, nacidos en 1822 y 1826, respectivamente, cultivaron un estilo campechano muy eficaz, con grandes influencias alemanas (“Hugo el lobo”, “El burgomaestre embotellado”).

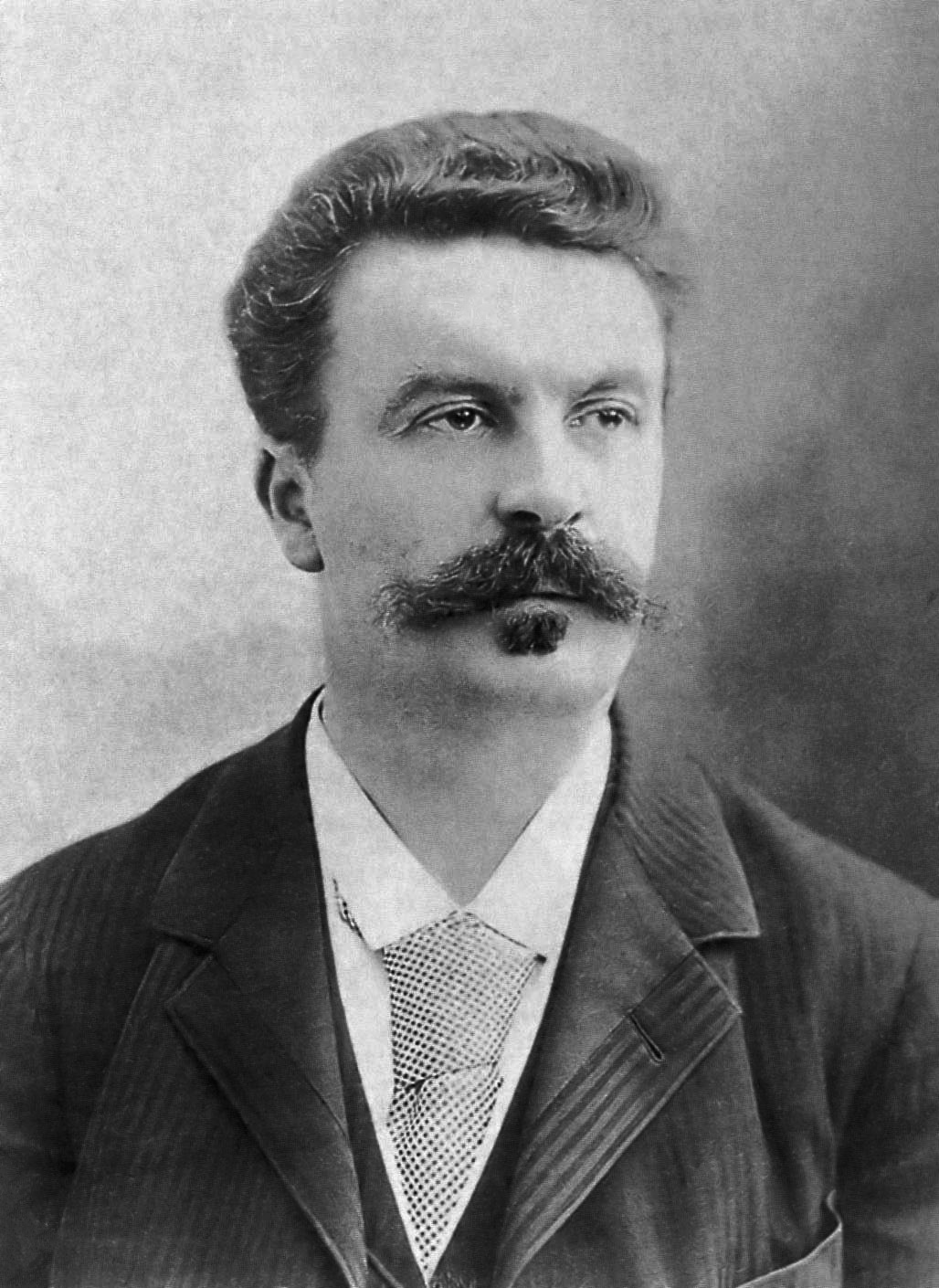
Guy de Maupassant.

Pero es al también francés Guy de Maupassant (1850-1893), discípulo de Flaubert y admirador de Poe, a quien debe la literatura europea de terror algunas de sus mejores piezas. Sus hondas convicciones naturalistas generaron, probablemente, los acusados tintes emocionales presentes en sus mejores cuentos. Sus temas fueron el pánico, la soledad, la locura, la perdición. (Títulos: “El Horla”, “¿Quién sabe?”, “La cabellera”, “¿Loco?”)
El terror recuperó con el periodista estadounidense Ambrose Bierce (1842-1914?) toda la garra y la intensidad que había desarrollado Poe en sus orígenes. En sus arrebatadoras fantasías, muchas de ellas ambientadas en la Guerra de Secesión americana, el terror pánico acecha siempre en las cercanías, y en el momento de desatarse parece decidido a devorar vivos literalmente a los personajes. (Títulos: “La cosa maldita”, “La muerte de Halpin Frayser”, “Un habitante de Carcosa”, “La ventana tapiada”...).

Observé con estupor que nada me resultaba familiar. A mi alrededor se extendía una inmensa llanura desierta, barrida por el viento, cubierta de yerbas altas y marchitas que se agitaban y silbaban bajo la brisa de otoño, mensajera de Dios sabe qué misterios e inquietudes. A largos intervalos, veía unas rocas que emergían del suelo con formas extrañas y fúnebres colores.
“Un habitante de Carcosa”, de Ambrose Bierce

### Pleno desarrollo
Partiendo del contemporáneo de Poe, Charles Dickens, quien aportó joyas como “La casa encantada” o “El guardavías”, en la segunda mitad del siglo XIX el terror encontró un grupo de dignísimos cultivadores entre los más importantes novelistas de la época: Robert Louis Stevenson (“Markheim”), Rudyard Kipling (“El rickshaw fantasma”), Arthur Conan Doyle (“El parásito”), H. G. Wells (“El difunto míster Elvesham”), Henry James (“Los amigos de los amigos”), Bram Stoker (“El entierro de las ratas”)...

Él me miró fija y valerosamente.
—¿Qué es lo que se ha alterado?
—Otra persona se ha interpuesto entre nosotros.
Sólo necesitó reflexionar un instante.
—No voy a fingir que no sé a quién te refieres. —Sonrió, apiadándose de mi aberración, pero con la intención de ser amable.— ¡Una mujer muerta y enterrada!
—Está enterrada, pero no está muerta. Está muerta para el mundo... y está muerta para mí. Pero no está muerta para ti.
—¿Quieres que volvamos a discutir nuestras versiones de cómo se me presentó aquella noche?
“Los amigos de los amigos”, de Henry James

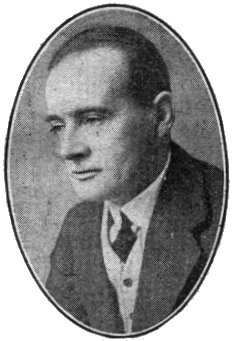
Hector Hugh Munro, "Saki".

El cuento de fantasmas en sí viviría su apogeo en la época victoriana y en los comienzos del siglo XX, alcanzando niveles nunca vistos de calidad y sofisticación. La lista de representantes ingleses es interminable: Saki (“El narrador de fábulas”), Margaret Oliphant (“La puerta abierta”, novela corta), Vernon Lee (“Una voz perversa”), E. F. Benson (“El cuarto de la torre”), Richard Middleton (“En el camino de Brighton”), L. P. Hartley (“Tres o cuatro a cenar”), H. Russell Wakefield (“El triunfo de la muerte”), M. P. Shiel (“La mansión de los ruidos”), Hugh Walpole (“El fantasmita”)...
De este periodo es preciso destacar a cuatro autores: M. R. James, Arthur Machen, Algernon Blackwood y Walter de la Mare, con quienes culmina el cuento de fantasmas victoriano.
M. R. James (1862-1936), erudito y profesor universitario, fue gran amante de la obra de Le Fanu, a quien consideraba el más grande escritor de lo sobrenatural. Sus espectros, criaturas siempre extrañas e inesperadas que unas veces escapan de profundos escondrijos excavados en cementerios y catedrales y otras se confunden con la luz diurna y los objetos más familiares, prefiguran muchos de los horrores cotidianos que las generaciones posteriores pondrían de moda. (Títulos: “El sitial del coro”, “Silba y acudiré”, “El álbum del canónigo Alberico”.)
El galés Arthur Machen (1863-1947) fue el autor que enterró definitivamente los exhaustos horrores góticos. Encontró su principal fuente de inspiración en las antiguas leyendas romanas y celtas de su tierra. Al intentar una especie de neopaganismo, anticipó la teogonía macabra desarrollada por su seguidor más notable, H. P. Lovecraft. (Títulos: “La pirámide ardiente”, “El pueblo blanco”, “Los tres impostores”.)
Algernon Blackwood (1869-1951) es un gran cultivador del misterio fantasmagórico, pero en ocasiones aporta al género un elemento desconocido hasta el momento, como es el horror enmarcado en majestuosos parajes de naturaleza virgen, adornado de connotaciones paganas (en esto se equiparará a Machen). (Títulos: “El Wendigo”, “Los sauces”, “La casa vacía”, “Culto secreto”.)

Por lo que Simpson puede recordar, fue un movimiento violento, como de algo que se arrastraba en el interior de la tienda, lo que le despertó y le hizo darse cuenta de que su compañero estaba sentado, muy tieso, junto a él. Estaba temblando. Debían de haber pasado varias horas, porque el pálido resplandor del alba recortaba su silueta contra la tela de la tienda. Esta vez no lloraba; temblaba como una hoja, y su temblor lo sentía él a través de la manta. Défago se había arrebujado contra él, en busca de protección, huyendo de algo que aparentemente se escondía junto a la entrada de la tienda.
“El Wendigo”, de Algernon Blackwood

Walter de la Mare (1873-1956), también poeta y antologista de prestigio, fue uno de los mejores estilistas del género, maestro del terror psicológico y urdidor de extrañas y sutiles tramas protagonizadas por los sueños, la ansiedad y una callada desesperación. (Títulos: “La tía de Seaton”, “La orgía: un idilio”, “Todos los santos”, “La trompeta”.)
Uno de los más conocidos cuentistas europeos de terror de esta época fue el belga Jean Ray (1887-1964), autor de la novela Malpertuis y de varios libros de cuentos del género (Les derniers contes de Canterbury, Le livre des fantômes), destacados por Rafael Llopis en su Historia natural de los cuentos de miedo. (Títulos: “El terror rosa”, “La calleja tenebrosa”, “La mano de Goetz von Berlichingen”.)
Edmund Wilson incluye en esta etapa a Franz Kafka, cuyos cuentos «son al mismo tiempo sátiras de la burguesía y visiones de horror moral; narraciones que son lógicas y dominan nuestra atención y fantasías que generan más escalofríos que toda la combinación de Algernon Blackwood y M. R. James juntos. Un maestro puede hacer que parezca más horrible ser perseguido por dos pelotitas que por el espíritu de un maligno caballero templario, y más natural convertirse en una cucaracha que ser mordido por una araña diabólica».

### Lovecraft y compañía

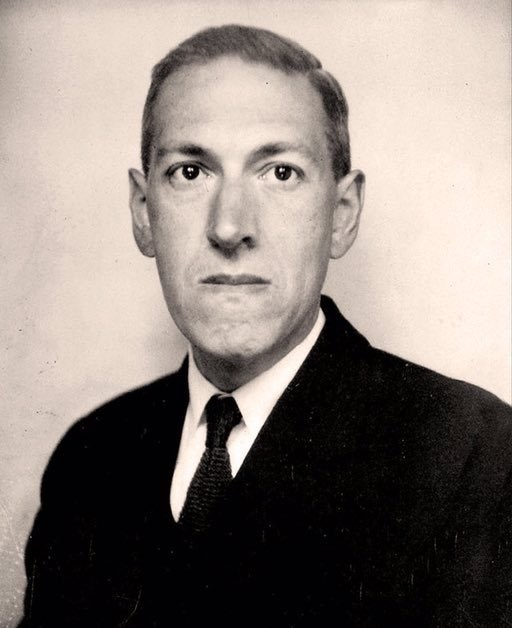
H. P. Lovecraft.

H. P. Lovecraft (1890-1937), estadounidense de Providence, es reconocido por la crítica, junto a Poe, como el máximo exponente del cuento de terror. Su aportación más importante fue el llamado cuento materialista de terror. Mezclando el espanto con la ciencia ficción, se trata de una narración de horror cósmico que propone una nueva mitología plena de escalofriantes dioses y monstruosidades arquetípicos; se ha dicho que se trata de la última mitología que ha conocido Occidente: los Mitos de Cthulhu. Devoto de Poe, sus otras fuentes conocidas son el fantástico y enigmático mundo de los sueños, la historia y el paisaje de Nueva Inglaterra, su tierra, y un selecto grupo de autores de su predilección: William Hope Hodgson (“Una voz en la noche”), Lord Dunsany (“El pobre Bill”), Arthur Machen, Algernon Blackwood, et alii. (Títulos: “El horror de Dunwich”, “La sombra sobre Innsmouth”, “En la noche de los tiempos”, “El clérigo malvado”...).

Acurrucado dentro del ataúd secular, rodeado por el denso cortejo de pura pesadilla de los enormes y entumecidos murciélagos, yacía la osamenta que mi amigo y yo habíamos profanado, pero ya no eran los huesos tranquilos y limpios que allí habíamos encontrado aquella noche funesta, sino un esqueleto cubierto de sangre coagulada y de jirones de carne y cabellos ajenos, que me miraba hondamente con sus órbitas fosforescentes y con los maxilares ensangrentados y retorcidos: ¡La mueca de mi inevitable condenación!
“El sabueso”, de H. P. Lovecraft

Pese a sus hábitos e idiosincrasia saturninos, Lovecraft conoció en vida una nutrida camarilla de imitadores y seguidores que formaron con él el llamado Círculo de Lovecraft. Entre estos se encuentran algunos de los más sólidos cuentistas de esa generación: Robert Bloch (“El vampiro estelar”), Fritz Leiber (“El expreso de Belsen”), Frank Belknap Long (“Los visitantes de otoño”), Clark Ashton Smith (“Estirpe de la cripta”), August Derleth (“El sello de R'lyeh”), Robert E. Howard (“La piedra negra”)...
Otros grandes cuentistas estadounidenses, nacidos entre 1854 y 1889: R. W. Chambers (“El signo amarillo”), F. Marion Crawford (“La litera de arriba”), Edith Wharton (“La campanilla de la doncella”) y el prolífico escritor de la revista Weird Tales, Seabury Quinn (“El último hombre”).

### Los últimos años

#### En el mundo anglosajón

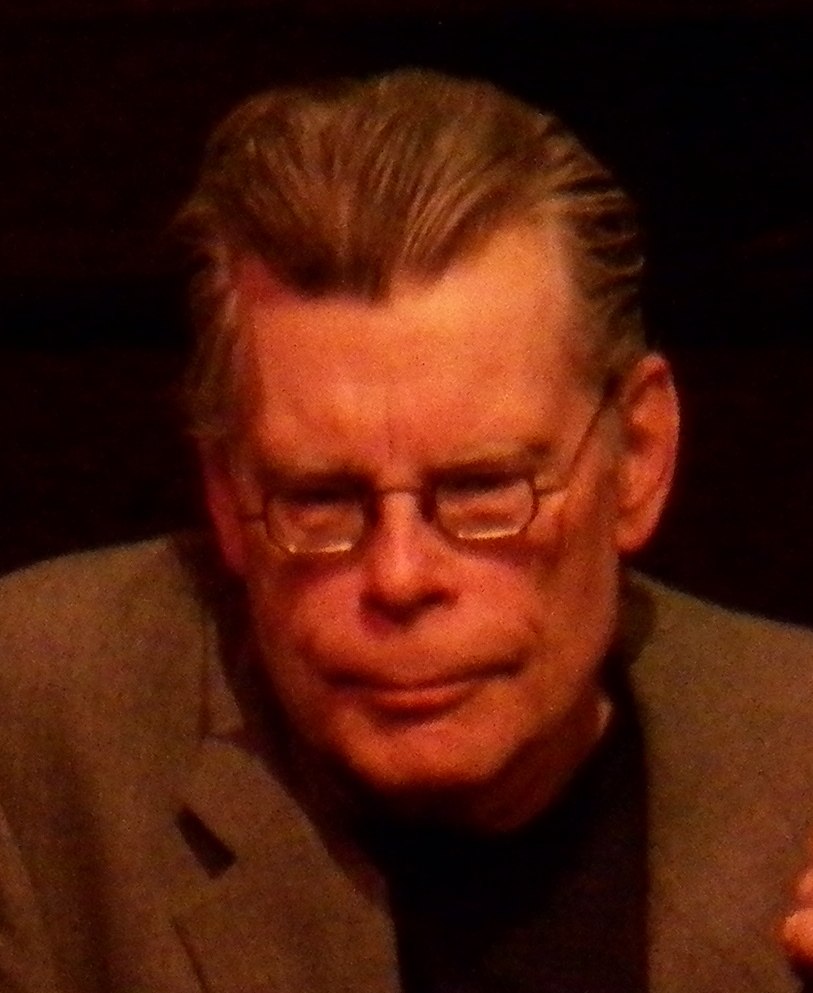
Stephen King.

Señala Rafael Llopis que la época que él denomina neoterrorífica, datable en el primer tercio del siglo XX (Lovecraft y similares), «en la que el muerto deja paso a entes arcaicos, espíritus de la naturaleza, dioses antiguos que reclaman su poder y amenazan con destruir la mente con grandes dosis de pavor sagrado, fascinación y mysterium tremendum, [...] termina por desembocar en la ciencia-ficción, en cuyo seno sigue evolucionando». Y finalmente, tras diversas vicisitudes, «los cuentos  de terror sangriento y macabro, de vísceras y monstruos sádicos, constituyen una degradación de la línea evolutiva del cuento de miedo (infraterrorífica)». Por otra parte, a partir de los años 70 del siglo XX, se registran dos fenómenos significativos. En primer lugar, el terror literario muestra una acusada inclinación a la novela larga en detrimento del cuento. Además, se ha generalizado la llamada «banalización del terror», según advierte el historiador de este género S. T. Joshi, citando al editor estadounidense Stefan Dziemianowicz. Esta tendencia está muy relacionada con el gore (véase cine gore) y se aprecia aún más notoriamente en el medio televisivo.
Entre los más conocidos autores contemporáneos, en su mayoría norteamericanos, hay que mencionar a Robert Aickman (“Las espadas”), T. E. D. Klein (“Los hijos del reino”), Dan Simmons (“El río Estigia fluye corriente arriba”), Ramsey Campbell (“La camada”), Peter Straub (“La esposa del general”), Dean Koontz (“Terra Phobia”), Theodore Sturgeon (“Segmento brillante”), los clásicos Richard Matheson (“A través de los canales”) y Ray Bradbury (“Y la roca gritó”), el joven (en los 80) y rompedor Clive Barker (“Terror”) y el omnipresente e irregular Stephen King (“La niebla”). Casi todos estos autores han cultivado con acierto la ciencia ficción, especialmente Bradbury y Matheson.

El motivo era evidente, pero al principio la mente de Randy se negó a aceptarlo... Era demasiado imposible, demasiado demencialmente grotesco. Mientras miraba, algo tiraba del pie de Deke en el espacio entre dos de las tablas que formaban la superficie de la balsa acuática. Entonces vio el brillo opaco de la cosa negra, más allá del talón y los dedos del pie derecho sutilmente deformado de Deke; un brillo opaco en el que se movían giratorios y malévolos colores. La cosa se había apoderado del pie. («¡Mi pie!», gritó Deke, como para confirmar esta deducción elemental. «¡Mi pie, oh, mi pie, mi PIEEE!»).
“La balsa”, de Stephen King

Aquí puede mencionarse además a dos importantes escritoras de dicha nacionalidad: la ya fallecida Shirley Jackson (“El hermoso desconocido”) y Joyce Carol Oates (“El rey del bingo”).
Entre los autores actuales de mayor relevancia, S. T. Joshi ha destacado en varias ocasiones a los estadounidenses Thomas Ligotti (Noctuario) y Caitlín R. Kiernan (“La Peau Verte”).

#### En español
Según Rafael Llopis, que sigue en esto al cubano Rogelio Llopis, «la literatura fantástica hispanoamericana, en primer lugar, no es gótica; es además sumamente ecléctica; pretende, por último, ampliar la percepción de la realidad. [...] incluye el humor, la sátira, el surrealismo, el realismo, el onirismo, y también lo terrorífico, lo cual recuerda mucho al concepto de le fantastique». La influencia de la literatura fantástica anglosajona se observa, sin embargo, muy señaladamente en la obra de los argentinos Jorge Luis Borges y Adolfo Bioy Casares, a partir de las primeras décadas del siglo XX. Aunque el subgénero de cuento gótico o de terror no fue el más desarrollado por estos autores y por sus continuadores (Silvina Ocampo, Juan Rodolfo Wilcock...), sí lo es el llamado cuento fantástico, que normalmente trata de recrear un proceso de extrañamiento operado en la vida cotidiana, mostrándose un punto de vista de la realidad poco corriente, a menudo con visos de terror a partir de esta situación.
Por tal motivo, en la obra de Borges y Bioy se rinde culto a los por ellos considerados maestros de la narrativa breve: Edgar Allan Poe, R. L. Stevenson, G. K. Chesterton, Lord Dunsany, Nathaniel Hawthorne, Henry James, lo que se advierte en las colecciones que editaron en los años 50, en Buenos Aires, que incluyen a estos y otros muchos autores ingleses y estadounidenses de terror, del género policial y de misterio.

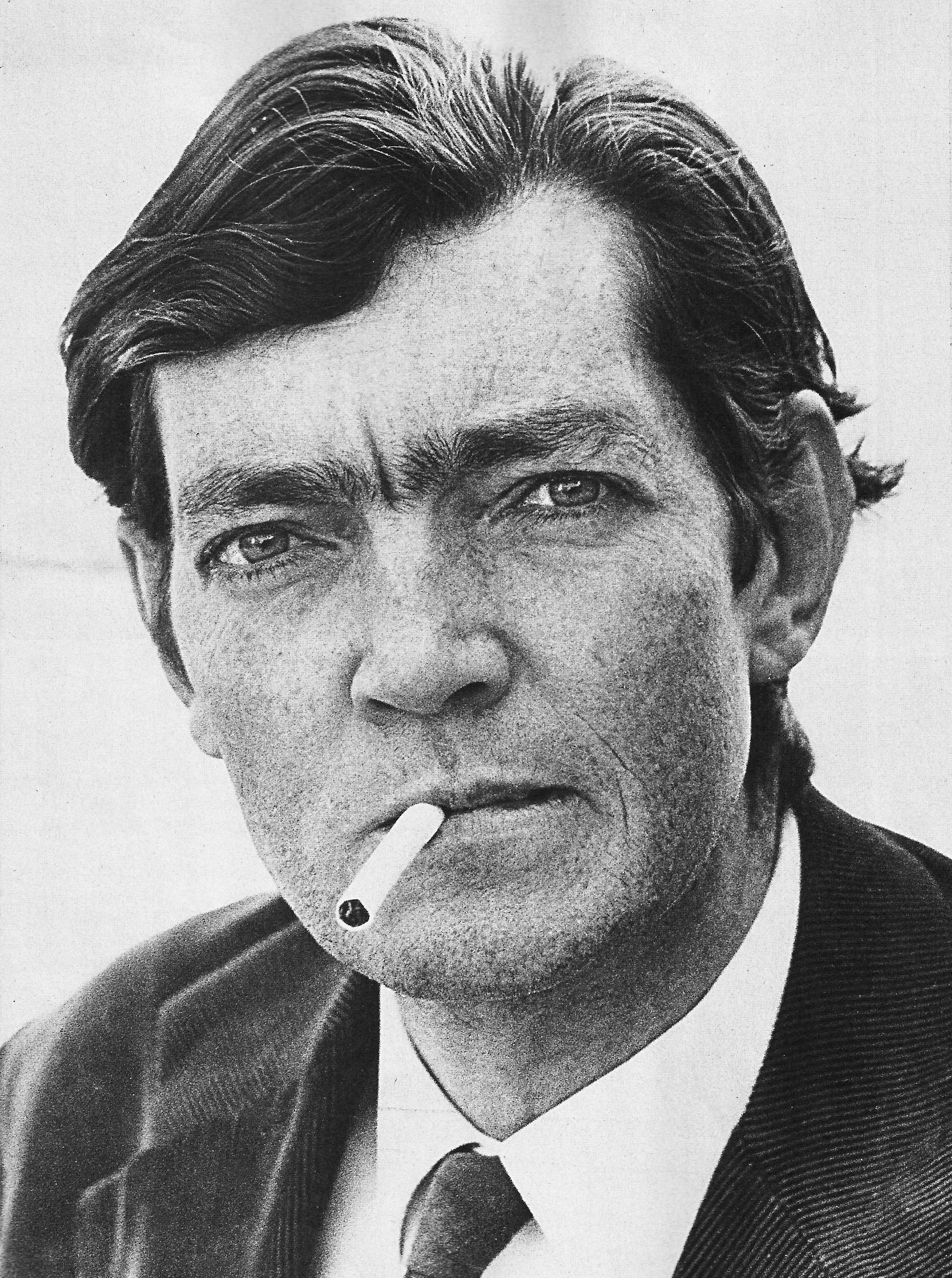
El argentino Julio Cortázar.

De habla hispana, cabe mentar como auténticos especialistas en el cuento de miedo, a tres continuadores de Edgar Allan Poe en castellano, el peruano Clemente Palma (1872-1946, colección Cuentos malévolos), el uruguayo Horacio Quiroga (1878-1937: “El síncope blanco”) y el argentino Julio Cortázar (1914-1984): “Casa tomada”, “Todos los fuegos el fuego”, “La noche boca arriba”...
El mexicano Carlos Fuentes ha dedicado varias obras al género (“Aura”, Cumpleaños”, Inquieta compañía). Otro mexicano, el gran cuentista Juan Rulfo (1918-1986), pionero del realismo mágico, es considerado a veces escritor de terror, aparte de por su novela de espectros Pedro Páramo, por relatos breves como “Luvina” o “Talpa”. También han contribuido al género a lo largo del siglo XX los argentinos Leopoldo Lugones (“La loba”) y Santiago Dabove (“Ser polvo”), el cubano Virgilio Piñera (“La carne”), el uruguayo Felisberto Hernández (colección La casa inundada), el venezolano Salvador Garmendia (“Claves”) y el mexicano Juan José Arreola (“La migala”), entre otros.

Oyó gritar, un grito ronco que rebotaba en las paredes. Otro grito, acabando en un quejido. Era él que gritaba en las tinieblas, gritaba porque estaba vivo, todo su cuerpo se defendía con el grito de lo que iba a venir, del final inevitable. Pensó en sus compañeros que llenarían otras mazmorras, y en los que ascendían ya los peldaños del sacrificio. Gritó de nuevo sofocadamente, casi no podía abrir la boca, tenía las mandíbulas agarrotadas y a la vez como si fueran de goma y se abrieran lentamente, con un esfuerzo interminable. El chirriar de los cerrojos lo sacudió como un látigo. Convulso, retorciéndose, luchó por zafarse de las cuerdas que se le hundían en la carne.
“La noche boca arriba”, de Julio Cortázar

En España, aparte del ya mencionado Bécquer, a lo largo de los siglos XIX y XX, escribieron cuentos de miedo, entre otros, autores destacados como Agustín Pérez Zaragoza (colección Galería fúnebre de espectros y sombras ensangrentadas), Emilia Pardo Bazán (“La resucitada”), Pedro Antonio de Alarcón (“La mujer alta”), Wenceslao Fernández Flórez (“El claro en el bosque”), Pío Baroja (“Médium”), Miguel de Unamuno (“El que se enterró”) y Noel Clarasó (“Más allá de la muerte”). Y más modernamente: Emilio Carrere (“La casa de la cruz”), Joan Perucho (colección Aparicions i fantasmes), Alfonso Sastre (colección Las noches lúgubres), Juan Benet (“Catálisis”), Leopoldo María Panero (“El lugar del hijo”), José María Merino (“Los libros vacíos”), Javier Marías (“No más amores”), Luis Mateo Díez (“Los males menores”), Cristina Fernández Cubas (“El ángulo del horror”), Pilar Pedraza (“Anfiteatro”), José María Latorre (“La noche de Cagliostro”), Gregorio Morales (“El devorador de sombras”), Ángel Olgoso (“Los demonios del lugar”).
Otros autores españoles se hallaban inscritos en la desaparecida en 2016 Asociación Española de Escritores de Terror, “Nocte”, la cual agrupaba a más de sesenta miembros.
En la Historia natural de los cuentos de miedo, se asignan varios rasgos distintivos a la actual literatura de terror en España, algunos de los cuales pueden observarse asimismo en Hispanoamérica: falta de una tradición vernácula; confusión con "lo fantástico"; resabios de la antigua censura, prejuicios y subestimación por motivos culturales y religiosos; políticas académicas y editoriales poco positivas, etc.

Oí un coche. Luego, otra vez los lejanos ladridos de Cabala. Abrí precipitadamente la bolsa, tomé el cadáver y lo coloqué en la cuna. Estaba más amoratado aún, frío y marchito como una reliquia antigua. Corrí a la bay window y miré a la calle. Todo permanecía en su habitual inmovilidad, aterido, como una ciudad dormida en un recodo del tiempo. Era un trozo olvidado del mundo, un lugar inmerso en devastada soledad, lo que se ofrecía a mis ojos.
“El devorador de sombras”, de Gregorio Morales

##### Publicaciones en español
Las editoriales en castellano nunca han parecido muy dispuestas a fomentar el género entre las nuevas generaciones de escritores. No obstante, concretamente en España, desde los años 60 del siglo XX, no han dejado de aparecer antologías de relatos macabros procedentes de poderosos sellos editoriales anglosajones, prefiriéndose la importación del material a la creación vernácula. Tenemos así las múltiples ediciones en rústica de Editorial Bruguera (Las mejores historias insólitas, Las mejores historias de ultratumba, Las mejores historias de fantasmas...), a cargo de compiladores de prestigio en la materia como Kurt Singer, Forrest J. Ackerman o A. van Hageland; las innumerables novelitas tipo "pulp" publicadas en dicha editorial a cargo de autores de referencia españoles como Rafael Barberán Domínguez (pseudónimo: Ralph Barby) y Miguel Oliveros Tovar (Keith Luger); así como las también numerosas aportaciones de otras editoriales como Minotauro, Grijalbo, Molino, Acervo, Ultramar, Géminis, Fontamara, Versal, Uve, Siruela, Vértice, etc, alguna de ellas ya desaparecida.
De Alianza Editorial contamos con las cuidadas selecciones de Rafael Llopis antes citadas, traducidas por él mismo con la ayuda del traductor y gran especialista Francisco Torres Oliver (Premio Nacional de Traducción), quien desarrolló desde entonces, por su cuenta, una intensa y brillante labor en este campo. Editorial Edhasa publicó en 1989 la canónica Historias de fantasmas de la literatura inglesa, de Cox y Gilbert. Ed. Martínez Roca había sacado en 1977 la también excelente Relatos maestros de terror y misterio, editada por Agustí Bartra. Esta misma editorial, en los años 80 y 90, ofertó nutridas selecciones de revistas norteamericanas de importancia, como The Twilight Zone Magazine, que suponen un amplio muestrario de las últimas y eclécticas tendencias. Más recientemente, de la especializada Editorial Valdemar, junto a otros muchos títulos, Felices pesadillas, en dos generosos volúmenes, y han surgido iniciativas nuevas como las protagonizadas por las editoriales Jaguar, Saco de Huesos, Factoría de Ideas, Salto de Página, Páginas de Espuma, La Biblioteca de Babel, etc.

## Hitos del género
Tomando como referencia los títulos que se acaban de citar, podría aventurarse una lista selecta de cuentos de terror, considerando la especial atención que han recibido tradicionalmente por parte de antologistas y críticos:
“El gato negro”, “La caída de la casa Usher”, “El barril de amontillado”, “El corazón delator”, de Edgar Allan Poe. “El horror de Dunwich”; “La sombra sobre Innsmouth”, de Lovecraft. "El Horla", de Maupassant. “Un terror sagrado”, “La ventana tapiada”, de Ambrose Bierce. “El rincón alegre”, de Henry James. *“El enemigo”, de Chejov. “Té verde”, de Sheridan Le Fanu. “El armario”, de Thomas Mann. “La pata de mono”, de W. W. Jacobs. “Silba y acudiré”, de M. R. James. “El guardavías”, de Dickens. “Las ratas del cementerio”, de Henry Kuttner. *“Una rosa para Emily”, de Faulkner. *“Luvina”, de Juan Rulfo. *“El médico rural”, de Kafka. *“Las hermanas”, de Joyce. “El fumador de pipa”, de Martin Armstrong. “El burlado”, de Jack London. “Vinum Sabbati” ( o “El polvo blanco”), “El gran dios Pan”, de Arthur Machen. “Janet, la del cuello torcido”, de Stevenson. “El Wendigo”, de Algernon Blackwood. “La casa del juez”, de Bram Stoker. “Casa tomada”, de Julio Cortázar. “La balsa”, de Stephen King.
(*Antologados como cuentos de misterio y terror por Agustí Bartra en la citada colección.)
La lista puede ampliarse indefinidamente:
“Ligeia”, “Berenice”, “El retrato oval”, “La verdad sobre el caso del señor Valdemar” de Edgar Allan Poe. “El ser en el umbral”, “El que susurra en la oscuridad”, “La sombra fuera del tiempo”, “La llamada de Cthulhu”, “Las ratas en las paredes”, “El sabueso”, de Lovecraft. “La noche”, de Maupassant. “La renta espectral”, de Henry James. “Schalken el pintor”, “El fantasma de la señora Crowl”, de Sheridan Le Fanu. “El conde Magnus”, “El maleficio de las runas”, “Panorama desde la colina”, “Mr. Humphreys y su herencia”, “El diario de Mr. Poynter”, “Los sitiales de la catedral de Barchester”, “El grabado”, de M. R. James. “El pueblo blanco”, “El sello negro”, “La pirámide resplandeciente”, “N”, de Arthur Machen. “Olalla”, “El ladrón de cadáveres”, de Stevenson. “Los sauces”, “Antiguas brujerías”, “Descenso a Egipto”, de Algernon Blackwood. “La habitación de la torre”, de E. F. Benson. “El hijo”, “El espectro”, “El almohadón de plumas”, “La gallina degollada”, de Horacio Quiroga. “Circe”, “Cartas de mamá”, “La noche boca arriba”, “Las babas del diablo”, de Julio Cortázar. “Crouch End”, “Soy la puerta”, “A veces vuelven”, de Stephen King. “La novia”, de M. P. Shiel. “La trama celeste”, “En memoria de Paulina”, de Adolfo Bioy Casares. “La puerta en el muro”, de H. G. Wells. “¿Qué es esto?”, de Fitz James O'Brien. “La nave abandonada”, “La nave de piedra”, de William Hope Hodgson. “El vampiro”, de John William Polidori, “El osito de felpa del profesor”, de Theodore Sturgeon. “Los veraneantes”, de Shirley Jackson. “El joven Goodman Brown”, “La hija de Rappaccini”, de Nathaniel Hawthorne. “John Barrington Cowles”, de Arthur Conan Doyle. “La marca de la bestia”, “La extraña cabalgada de Morrowbie Jukes”, de Rudyard Kipling. “El beso”, de Gustavo Adolfo Bécquer. “La araña”, de H. H. Ewers. “Porque la sangre es vida” de F. Marion Crawford. “Vera”, de Villiers de L´Isle-Adam. “La familia del vurdalak”, de Alekséi Nikoláyevich Tolstói. “Hijo del alma”, de Emilia Pardo Bazán. “El jardín del Montarto”, “Era una presencia muerta”, de Noel Clarasó. “El grano de la granada”, de Edith Wharton. “El olor”, de P. McGrath. “Ovando”, de J. Kincaid. “Mirad allí arriba”, de H. Russell Wakefield. “El patio”, “La tercera expedición”, “Los hombres de la Tierra”, de Ray Bradbury. “Lord Mountdrago”, de William Somerset Maugham. “Bethmoora”, “La oficina de cambio de males”, de Lord Dunsany. “De profundis”, de Walter de la Mare. “Los perros de Tíndalos”, de Frank Belknap Long. “La reina muerta”, de Robert Coover. “El papel amarillo”, de Charlotte P. Gilman. “El valle de lo perdido”, de Robert E. Howard. “El escultor de gárgolas”, “El final de la historia”, de Clark Ashton Smith. “Voces quedas en Passenham”, de T. H. White. “Los cicerones”, de Robert Aickman. “Fullcircle”, de John Buchan. “Et in sempiternum pereant”, de Charles Williams. “El monje negro”, de Antón Chéjov. "Los tres desconocidos", "El brazo marchito", de Thomas Hardy...